# Malmö recess (1662)
Malmö recess kallas den på lantdagen i Malmö 18 september 1662 träffade överenskommelsen emellan svenska regeringens kommissarier och ständerna i de erövrade provinserna Skåne, Halland och Blekinge. Enligt denna överenskommelse ansågs dessa landskap vara införlivade med Sverige, deras ständer fick säte och stämma i Sveriges riksdag, adeln, prästerskapet och borgarståndet fick bekräftelse på sina privilegier, dock för adeln endast för såvitt som de icke stred mot Sveriges fundamentallag, stadgar, välfärd och intresse; Sveriges lag, stadgar och konstitutioner skulle överallt inom landskapen bekantgöras, dock skulle dansk lag tills vidare få användas. Recessen innehöll dessutom åtskilliga stadganden om beskattningen och tullen, varjämte behovet av en särskild hovrätt och akademi för dessa landskap ävensom en bank i Malmö uttalades.

## Bakgrund
Efter att förmyndarestyrelsen under Karl XI:s underårighet blivit slutligen ordnad under riksdagen i Stockholm 1660, började på allvar arbetet med att införliva de från Danmark senast erövrade landskapen med det övriga riket. Den redan av Karl X Gustav omfattade grundsatsen, att dessa landskap inte skulle betraktas som lydländer, i likhet med de från Ryssland, Polen och Tyskland erövrade besittningarna på andra sidan Östersjön, utan som delar av Sverige, likställda med de andra svenska landskapen, började nu tillämpas, så långt det lät sig göra utan att bryta mot villkoren i de roskildska och köpenhamnska frederna. I de nämnda fredsavtalen hade nämligen intagits villkor om att invånarna i de till Sverige avträdda landskapen försäkrades om att få behålla dittills innehavda rättigheter, så vitt dessa inte stred mot Sveriges fundamentallagar.

## De kungliga kommissionerna
Till följd av dessa fredsvillkor kunde det önskade införlivandet av landskapen inte ske utan invånarnas samtycke. För att försöka utverka ett sådant förordnades år 1662 två kungliga kommissioner. Den första, bestående av riksskattmästaren Gustaf Bonde, generalguvernören i Skåne, Halland och Blekinge, riksrådet Gustaf Otto Stenbock, och riksrådet Schering Rosenhane, för att ordna förhållandena i dessa tre landskap. Den andra kommissionen, som utgjordes av riksrådet Bengt Skytte och generalguvernören över Bohus län Harald Stake, tillsattes för att ordna Bohus läns anslutning till Sverige. Båda kommissionerna hade till uppdrag att se över alla privilegier samt att försöka övertala adeln i dessa landskap att nöja sig med den svenska adelns rättigheter och invånarna i allmänhet att anta svensk lag och rättegångsordning.

## Lantdagen i Malmö
Adeln samt ombud för prästerskapet och städerna i Skåne, Halland och Blekinge blev i början av september 1662 samlade till lantdag i Malmö. Vid de underhandlingar som där skedde mellan dem och den kungliga kommissionen framkom att dessa landskaps ständer kunde tänka sig en närmare förening med Sverige, men från adeln yrkades bestämt att den skulle få behålla de rättigheter som den innehaft under dansk styrelse, och från stånden i allmänhet att få behålla sin gamla lag och sin kyrkoordning. De undanbad sig alla handelsmonopol och privilegierade handelskompanier samt framställde som en gemensam önskan, att en hovrätt måtte inrättas i Skåne och ett universitet i Lund.

## Malmö recess
Resultatet av överläggningarna blev den så kallade Malmö recess, som undertecknades den 18 september 1662 och innehöll huvudsakligen
- att invånarna skulle visa Sveriges konung trohet och lydnad
- att de togs under konungens beskydd och skulle behålla sina fri- och rättigheter
- att de skulle betala skatt till svenska kronan
- att de tre landskapen skulle inkorporeras i svenska riket och deltaga i riksmötena
- att deras kyrkoordningar skulle iakttagas
- att invånarna skulle dömas efter danska lagen, till dess att den svenska hann bli känd, samt lyda under Göta hovrätt, till dess en egen hovrätt för dessa landskap kunde inrättas
- att förordningar, som avsåg landskapens kultur och välstånd, skulle upprätthållas och kungl. maj:t utfärda nya sådana stadgar, om så behövdes
- att adeln fick bekräftelse på sina privilegier, som dock skulle överses och jämföras med de svenska
- att prästerskapets privilegier på samma sätt bekräftades
- att handel, manufakturer och hantverk skulle beskyddas
- att städerna fick löfte, att monopol, lantköp (som innebar att personer från sina hem på landet bedrev handel och rörelse utan att betala skatt och därmed kunde sälja billigare än i städerna) och skadliga kompanier skulle avskaffas
- att i Malmö eller Landskrona skulle ett Stockholmsbankens kontor inrättas
- att svenskt mynt skulle genast, samt svenskt mått och vikt så småningom införas.
- att Stora och lilla tullen, accisen och mantalspenningarna skulle betalas som i Sverige, men adeln och prästerskapet vara befriade från mantalspenningar. För övrigt åtog sig varje stånd en särskild bevillning.